# Melasina animosa
Melasina animosa är en fjärilsart som beskrevs av Edward Meyrick 1918. Melasina animosa ingår i släktet Melasina och familjen säckspinnare. Inga underarter finns listade i Catalogue of Life.